# Unión Nacional Africana del Suroeste
La Unión Nacional Africana del Suroeste (SWANU, en inglés: South West Africa National Union) es el partido político más antiguo de Namibia, formado en 1959. Muchos de sus miembros son de etnia herero, mientras que el movimiento rival SWAPO está formato mayoritariamente por ovambo. 
A diferencia del SWAPO, continúa siendo un partido radical, socialista y nacionalista.
Su líder es Rihupisa Kandando. 
En las elecciones de 1999 formó una "Alianza Socialista" con el Partido Revolucionario de los Trabajadores pero solo obtuvo el 0,35% de los votos. 
En las elecciones de 2019, el SWANU obtuvo el 0.65% de los votos y 1 de los 96 escaños electivos de la Asamblea Nacional.